# Nomioides galeritus
Nomioides galeritus är en biart som beskrevs av Blüthgen 1933. Nomioides galeritus ingår i släktet Nomioides och familjen vägbin. Inga underarter finns listade i Catalogue of Life.